# 塞尔焦·贝尔托尼
塞尔焦·贝尔托尼（義大利語：Sergio Bertoni，1915年9月23日—1995年2月15日），意大利男子足球运动员，司职前锋。他曾代表意大利国家队参加1936年夏季奥林匹克运动会足球比赛，获得金牌。